# Josef Schrammel
Josef Schrammel (Vienna, 3 marzo 1852 – Vienna, 24 novembre 1895) è stato un compositore e musicista austriaco.

## Biografia
Era figlio illegittimo di Kasper Schrammel e della sua successiva moglie Alosia Ernst. Molto presto nella sua vita, suo padre riconobbe il talento di Josef e lo mandò, nonostante le difficoltà finanziarie, al Conservatorio della Gesellschaft der Musikfreunde (Società degli Amici della Musica di Vienna) dove ricevette lezioni di violino. Più tardi nella sua vita, viaggiò in Oriente. Nel 1878 Josef fondò, insieme a suo fratello Johann Schrammel e un chitarrista, un trio; l'anno seguente Anton Strohmayer sostituì il primo chitarrista. Questo alla fine, con l'aggiunta del clarinettista Georg Danzer, divenne il famoso Schrammel Quartet.
La sua tomba si trova a Hernals a Vienna.